# 广东协和神学院
广东协和神学院位于广州市，由广东省基督教两会主办，是全国第一所省级神学本科院校，也是广东省唯一的神学院。

## 历史
1914年，广东协和神学院的前身“广州协和神学院”（Canton Union Theological College）在广州市建立，由八个差会（美国长老会、加拿大长老会、新西兰长老会、英国伦敦会、美国公理会、美国同寅会、英国圣公会及英国循道会）以及三大公会（中华基督教会广东协会、中华圣公会华南教区和中华基督教循道公会华南教区）联合兴办，故取“协和”（Union）之意。后来两广浸信会联会、粤赣信义会总会、崇真会总会和礼贤会总会也加入。
该学院后来并入岭南大学，成为“私立岭南大学协和神学院”。

1951年，该神学院从大学中独立出来办学，复称“广州协和神学院”。
1960年，神学院停办，直至文化大革命结束。
1986年，神学院复办，同时为更好地表示服务广东教会的宗旨，更名为“广东协和神学院”，英文名为“Guangdong Union Theological Seminary”。当时的神学院其实只是一个教牧人员培训班，属于二年神学中专，设于广州市基督教东山堂内。

1994年，神学院开始办三年学制的大专班，并迁至广州市基督教圣公会沙面堂的主教楼。

2001年，学院迁至位于广州市白云区东平村的现址，有了自己的独立校区，占地23亩 (建筑面积约10000㎡)。学校建设得到政府和香港拿打素基金会等多方帮助，共筹得款项2000多万元。
2003年，院刊《广东神学志》创办。该刊是学院学术交流的重要平台，旨在分享神学思想建设的成果。2016年院刊更名为《协和之窗》。
2009年8月，神学院得到国家宗教事务局批准升格成为全国第一所省级神学本科院校。

## 现状
广东协和神学院开办有三年制大专、四年制本科、教牧专科升本科班以及二年制圣乐班。 文化科课程包括 大学语文、英语、法律、政治、历史、哲学、逻辑学、心理学、宗教法规、爱国主义教育、社会主义理论、体育、声乐等。专业课程主要有：圣经背景，新、旧约导论，圣经各卷研究，新、旧约神学；系统神学，基督教伦理学，中国基督教神学思想建设；西方教会史，中国教会史，基督教思想史；教牧心理学，崇拜学，释经学，讲道法，灵修神学，教会管理，基础乐理，圣乐鉴赏等。教学宗旨是为广东省培养爱国爱教，在基督教神学上有一定造诣，能在真道上培养信徒的教牧人才。
目前在读学生有300多人，主要来自于广东省。自1986年复校以来，学院已经培养出一千多名毕业生，大多留在本省教会侍奉，其中，约四分之一已被按立为牧师或长老。

 
学院现有专职教师15位，另外还请了15位大学教授或研究员担任客座教师。现任院长为许洁平牧师。
神学院的院刊是《协和之窗》，开辟有“基督教中国化研究”、“圣经研究”、“神学思考”、“教会历史”、“灵修学”、“教牧辅导”、“基督教艺术”、“原典译介”、“教学交流”等栏目。
学校现有教学楼、图书馆、学生宿舍楼、食堂、协和礼拜堂、室内外的运动场地等。 礼拜堂对外开放，图书馆中外文藏书近6万册，此外还有丰富的电子图书和期刊。

## 地址
地址：广州市白云区白云大道北东平中路9号。
网址：http://www.gduts.org/index.html （页面存档备份，存于）